# Boao Forum
Boao Forum for Asia är ett asiatiskt toppmöte av samma snitt som World Economic Forum.
Boao Forum hålls i april varje år i köpingen Bo'ao på ön Hainan som utgör Kinas sydspets.
Den 12 april 2008 talade Sveriges statsminister Fredrik Reinfeldt på mötet om de utmaningar som klimatförändringar ställer världen inför.
Vid mötet 2014 talade bland andra Östtimors premiärminister Xanana Gusmão.